# Anita Välkki
Anita Kaarina Välkki, conocida como Anita Välkki, (Sääksmäki, 25 de octubre de 1926 - Helsinki, 27 de abril de 2011) fue una soprano y profesora de canto finlandesa.

## Biografía
Anita Kaarina Välkki nació en Sääksmäki, Finlandia. A los 15 años ya actuaba en Valkeakoski, y tras la Segunda Guerra Mundial fue artista en el Kaupunginteatteri de Kokkola, donde trabajó en el género de la opereta. Gracias a su trabajo pudo comenzar estudios de canto con Raili Kahilainen a finales de los años 1940, completando su formación en Vaasa con Tyyne Hase.
Välkki dio su primer concierto en Helsinki en 1954, tras lo que accedió a la Ópera Nacional de Finlandia por mediación de Hase. Debutó con la opereta La condesa Maritza, de Imre Kálmán, en 1955. Tras un período de prueba pudo elegir su primer papel importante, el de Tosca, que fue uno de los más destacados de su carrera. En 1956 Välkki consiguió, además, perfeccionar su canto con las lecciones de Lea Piltti.

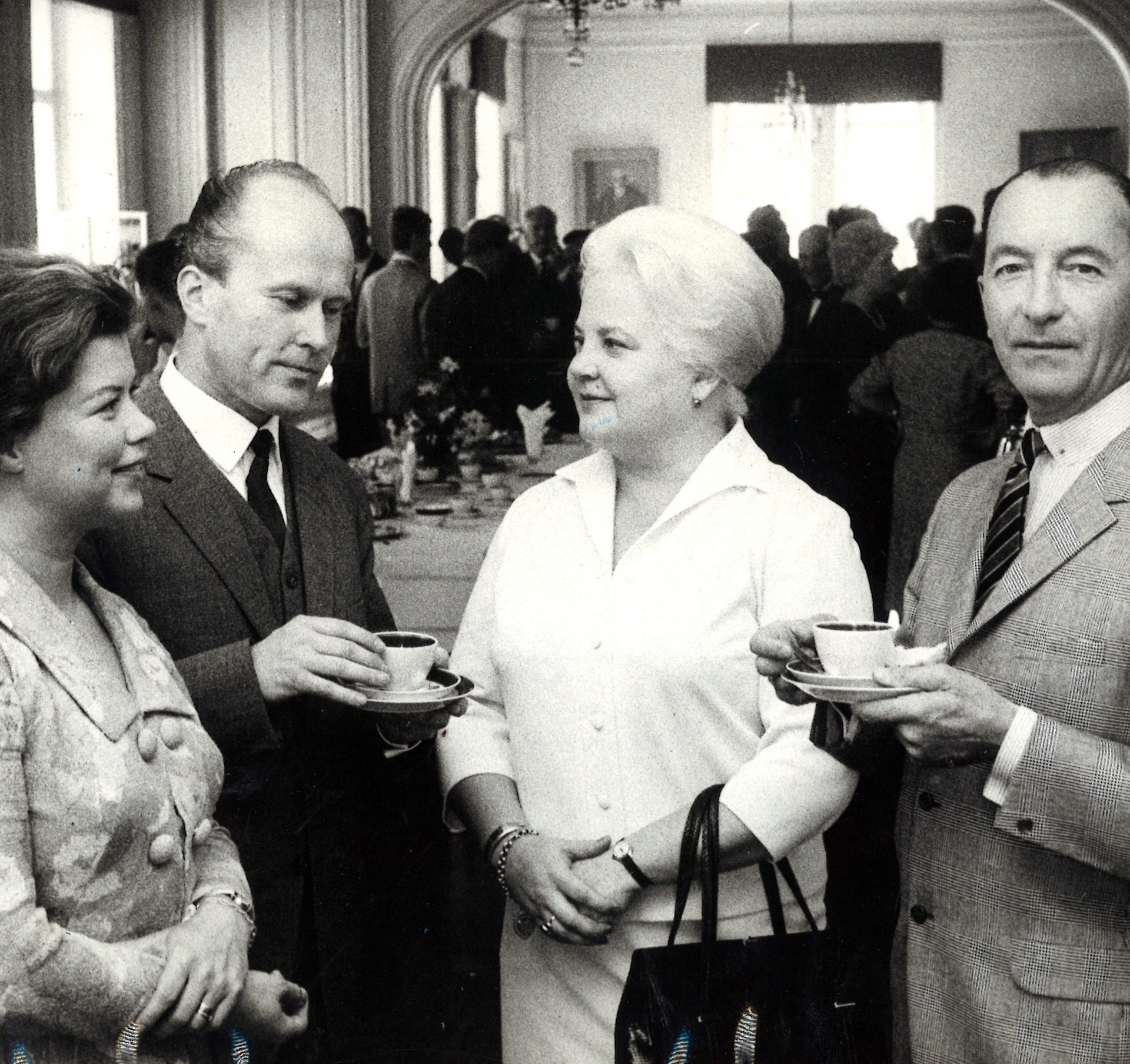
Inauguración de la temporada de ópera 1965–1966. De izq. a der.: Eini Liukko-Vaara, Matti Lehtinen, Anita Välkki y Cyril Szalkiewicz

La carrera internacional de Välkki se inició en 1960 con una visita a la Ópera Real de Estocolmo, donde representó La valquiria con el papel de Brünnhilde. Su actuación le valió nuevas actuaciones en Estocolmo representando Aida y Tosca, además de ensayar en Londres con Sir Georg Solti y David Webster. Debutó en Londres en 1961 como Brünnhilde, y en enero de 1962 fue invitada a The Metropolitan Opera de Nueva York para cantar el mismo papel. Ese mismo año visitó Alemania, España, Suecia, México, Inglaterra y Austria. A partir de 1963 se incorporó a la Ópera Estatal de Viena. Continuó visitando Estados Unidos y diferentes países europeos, actuando tanto en representaciones de óperas como en conciertos como solista. En 1965 hizo una extensa gira europea con la Orquesta Filarmónica de Helsinki, y dio conciertos con la Orquesta Filarmónica de Los Ángeles dirigida por Zubin Mehta en 1966–1967.
A finales de 1967 tuvo problemas de salud y hubo de estar convaleciente varios meses. Sin embargo, en febrero de 1968 volvía a actuar cantando La valquiria en Alemania, además de trabajar en Los Ángeles y Escocia. A finales de 1968, Välkki asumió el papel principal de la ópera de Richard Strauss Electra, representada por vez primera en Finlandia. Sin embargo, y aunque siguió trabajando en el extranjero, la nostalgia y la sensación de abandono de su familia fueron decisivos para instalarse definitivamente en Finlandia a finales de 1969.
En 1969–1970 Välkki cantó Turandot en Helsinki, y en los inicios de los años 1970 no tuvo ningún papel en la Ópera Nacional, quizás por desacuerdos con el director Jussi Jalas. Aun así, dio conciertos con orquestas sinfónicas y actuó en televisión y teatro. Volvió a la Ópera Nacional en 1972 interpretando Tannhäuser con el papel de Elisabeth. Desde 1975 cantó en el Festival de Ópera de Savonlinna, siendo habitual en el certamen hasta finales de la década de 1980.
Anita Välkki fue invitada en 1982 para dar clases en la Academia Sibelius, siendo una profesora de canto muy demandada por los estudiantes. Entre ellos figuraban artistas como Airi Tokola, Margareta Haverinen, Helena Juntunen, Tove Åman, Satu Sippola-Nurminen, Johanna Rusanen-Kartano, Margit Westerlund y Päivi Nisula.
Anita Välkki falleció en Helsinki en 2011 tras una larga enfermedad. Se había casado por vez primera en 1949. Tuvo una hija, Raija, en 1950, y su matrimonio finalizó en 1951. Volvió a casarse en 1960, siendo su esposo el violinista y director Usko Aro (1922–1992).

## Premios
- 1962: Premio Internacional de Música Harriet Cohen
- 1963: Miembro honorario vitalicio de la fundación de la Orquesta de Filadelfia
- 1964: Nombrada cantante de cámara austriaca (Österreichische Kammersängerin) de la Ópera Estatal de Viena
- 1965: Medalla Pro Finlandia
- 1990: Premio honorífico de la Fundación Jenny y Antti Wihuri
- 2002: Premio Lea Piltti
- 2004: Premio Finlandia